# Michael Zaslow
Michael Joel Zaslow (1 de novembro de 1942 – 6 de dezembro de 1998) foi um ator estadunidense. Ele era mais conhecido por seu papel em Guiding Light da CBS.

## Carreira
Zaslow era mais conhecido por seus trabalhos em soap operas. Em 1994, ganhou um Daytime Emmy Award de melhor ator por seu papel como o vilão Roger Thorpe em Guiding Light da CBS. Ele também apareceu nos filmes You Light Up My Life, Meteor e Seven Minutes in Heaven e na série de TV Law & Order. Na Broadway, ele participou de Cat on a Hot Tin Roof, Fiddler on the Roof, Onward Victoria e Boccaccio.